# Eclipse solar de 13 de setembro de 2015

Esquema animado mostrando as áreas atingidas pelo eclipse

O eclipse solar de 13 de setembro de 2015 foi um eclipse parcial visível no sul da África, no sul do Oceano Índico e na Antártida. Foi o eclipse número 54 na série Saros 125 e teve magnitude 0,7875.